# Ikarské hnutí

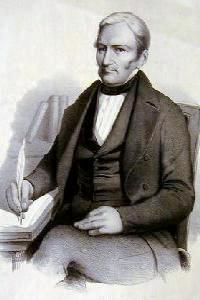
Étienne Cabet autor románu Voyage en Icarie (1840), který posloužil jako inspirace pro Ikarské hnutí.

Ikarské hnutí (také Ikařané) bylo ve Francii založené sociální hnutí, vycházející z utopického socialismu a především myšlenek filosofa a novináře Étiennea Cabeta, které popsal ve svém románu Cesta do Ikarie (1840). Ikarské hnutí se pokusilo převést Cabetovy ideály do praxe, první Ikařané vypluli v roce 1848, pod jeho vedením, založit společenství do Spojených států amerických. Tam založili několik rovnostářských komun v oblastech Texas, Illinois, Iowa, Missouri a Kalifornie. Většina se rozpadla na podkladě vnitřních rozporů.
Poslední komuna v oblasti Corning, Iowa se dobrovolně rozpustila v roce 1898. Tato komuna fungovala nepřetržitě 46 let, a tím se stala nejdéle trvajícím nenáboženským komunálním společenstvím v USA.

## Historie

### Étienne Cabet aCesta do Ikarie
Étienne Cabet (1788-1856), vystudovaný právník, byl již od pádu Napoleona Bonaparteho politicky aktivní kritik restaurace Bourbonů. Aktivní byl i během Červencová revoluce v roce 1830. Účast v revoluci mu vynesla vysoký post ve správě Korsiky a zvolení do parlamentu. O oba posty však přišel již roku 1834, kdy byl po dlouhodobé kritice konzervativní orleanistické vlády obžalován z velezrady. Poté odjel do exilu do Anglie. V Anglie se věnoval studiu a po ovlivnění díly Roberta Owena začal roku 1839 psát utopický román idejí s názvem Voyage en Icarie (Cesta do Ikarie), vydaný roku 1840. Stejně jako Thomas More ve svém díle Utopie, zvolil formu alegorie. Kniha zaznamenala obrovský úspěch a dočkala se několika vydání. Cabet v roce 1841 začal vydávat i tisky Le Populaire a Ikarský almanach. Ve Francii myšlenky rezonovaly především v industriálních městech, jakými byla Reims, Léon, Nantes, Toulouse a Toulon. Cabet tehdy sám odhadoval počet svých přívrženců na 50 000 (roku 1843).
V květnu 1847 Cabet napsal a publikoval článek Allons en Icarie (Pojďmě do Ikarie), ve kterém vybízel své přívržence k založení komun v USA. Cabet tehdy věřil, že se první výpravy zúčastní deset až dvacet tisíc dělníků a že brzy poté dosáhnou počtu jednoho milionu. Dále, že vzniknou celá nová města, průmyslové areály apod. V září 1847 odjel do Anglie k Robertovi Owenovi pro radu při výběru lokality v USA. Owen mu nabídl málo osídlenou oblast Texasu. Cabet souhlasil. Texaská společnost The Peters Company nabídla Cabetovi jeden milion akrů, pokud dojde ke kolonizaci do 1. července 1848.

## Ikarské komuny

### Denton County, Texas
Dne 3. února 1848 vyplula první skupina (69 lidí) z přístavu Le Havre na lodi Rome směr přístav New Orleans. Do USA připluli dne 27. března 1848. Brzy po příjezdu do Texasu zjistili, že byli podvedeni a že se jejich pozemky nalézají 250 mil od původní dohody, navíc spolu nesousedily. Ačkoliv měl Cabet zaručen příjezd 3 000 přívrženců, dle smlouvy musel všem do 1. července 1848 postavit domy, jinak se smlouva zrušila. S 69 lidmi nakonec stihl zajistit přivlastnění jen 10 000 akrů z původního plánu jednoho milionu. To vedlo k faktu, že roku 1849 dorazilo jen 200 z přislíbených 3 000 přívrženců. Navíc ještě během léta 1848 zasáhly vyčerpané a špatně zajištěné osadníky epidemie cholery a malárie, které si vyžádaly čtyři oběti. Ke všemu ve Francii proběhla Únorová revoluce 1848 a ta oslabila zájemce o komunální život v USA. Z 1 500 plánovaných účastníků druhé vlny tak nakonec zůstalo jen 19. Většina účastníků první vlny se ještě koncem roku 1848 vydala zpět do Francie. Ve městě Shreveport, Louisiana se setkali s nadšenci druhé vlny, kteří je poté v osadě v Denton County nahradili. Většina navrátivších se do Francie poté připravila společnou žalobu z podvodu, kterou žalovali Cabeta. 280 posledních přívrženců poté roku 1849 s Cabetem přesídlilo z Denton County do Nauvoo v Illinois.

### Nauvoo, Illinois

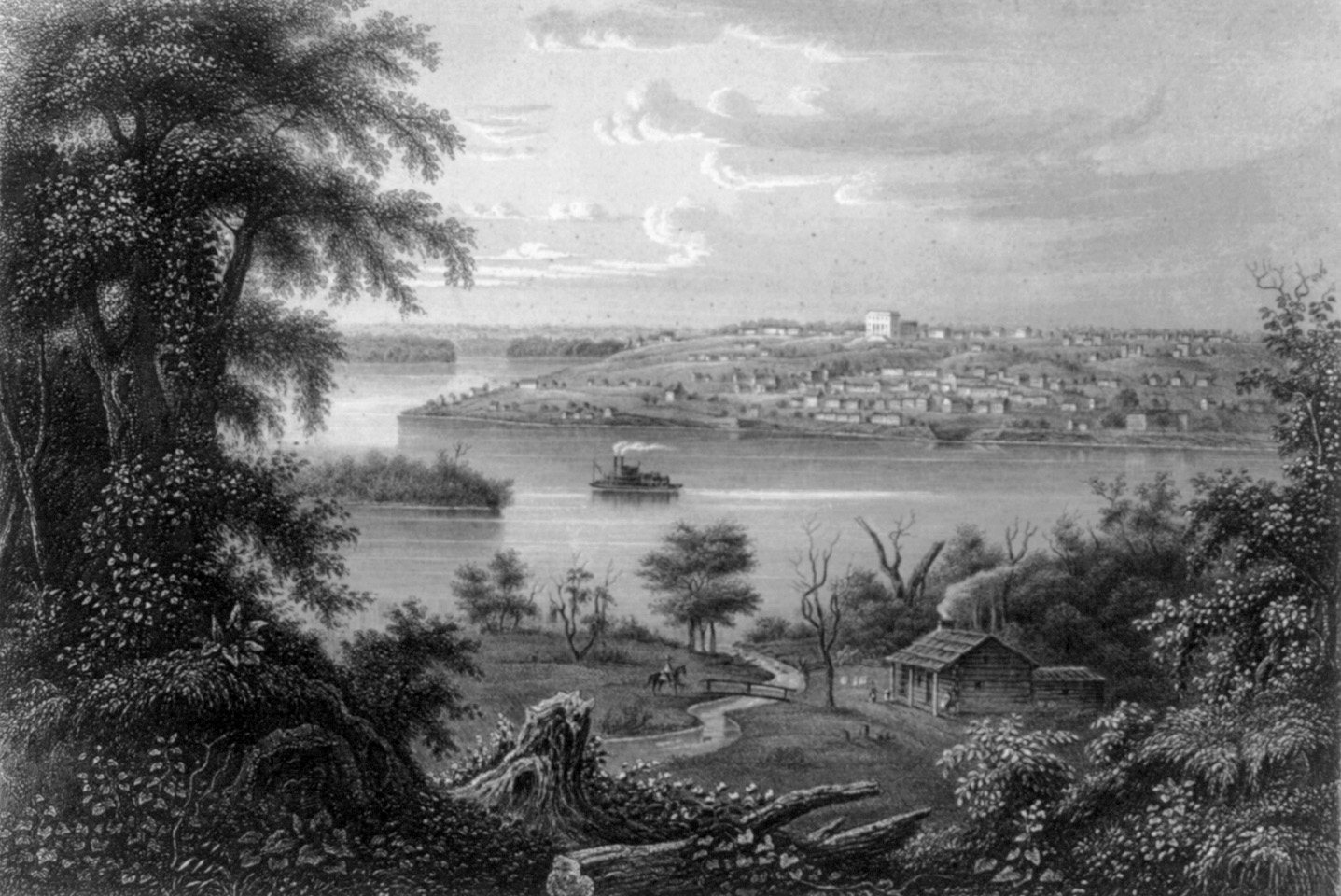
Kresba osady Nuavoo, pohled od řeky (okolo roku 1855).

Osada Nauvoo byla původně založena roku 1839 pro Církev Ježíše Krista Svatých posledních dnů, ale když byl roku 1844 zavražděn Joseph Smith, osadníci tuto osadu opustili a roku 1849 ji prodali Ikařanům. Nauvoo se tím stala první trvale fungující ikarskou komunou, která se řídila radami z knihy Cesta do Ikarie. Obyvatelé, jichž bylo nejvíce okolo 500, zde žili v rovnostářských a komunitních podmínkách pod vedením zvoleného prezidenta, jímž byl Cabet. Během roku 1850 komuna zažila jedinou dobu prosperity, i přesto se již od konce roku začaly projevovat neshody. V roce 1851 se navíc Cabet musel vrátit do Francie, kde čelil obvinění z podvodu, do Nauvoo se vrátil až po roce a půl. Komuna se brzy rozpadla na dvě frakce, na tzv. disidenty (Alexis Armel Marchand a Jean Baptist Gerard) a cabetisty (Cabet). Spor vyústil vyloučením cabetistů, kteří v počtu 170 lidí v říjnu 1856 založili novou komunu v St. Louis, Missouri.

### Cheltenham, Missouri
Veškerý přesun do nové komuny byl dokončen 6. listopadu 1856, tedy dva dny před úmrtím Cabeta. Jejich novým vůdcem se stal Benjamin Mercadier. V únoru 1858 151 Ikařanů na hypoteční úvěr koupilo pozemky v Cheltenham, St. Louis, Missouri. I v této komuně se objevily spory. Navíc vypuknuvší Americká občanská válka odčerpala z komuny část osadníků. V roce 1864 jich zde zůstalo jen dvacet. Kvůli neschopnosti platit úvěr jim byly zadlužené pozemky zabaveny a komuna se rozpadla.

### Corning, Iowa

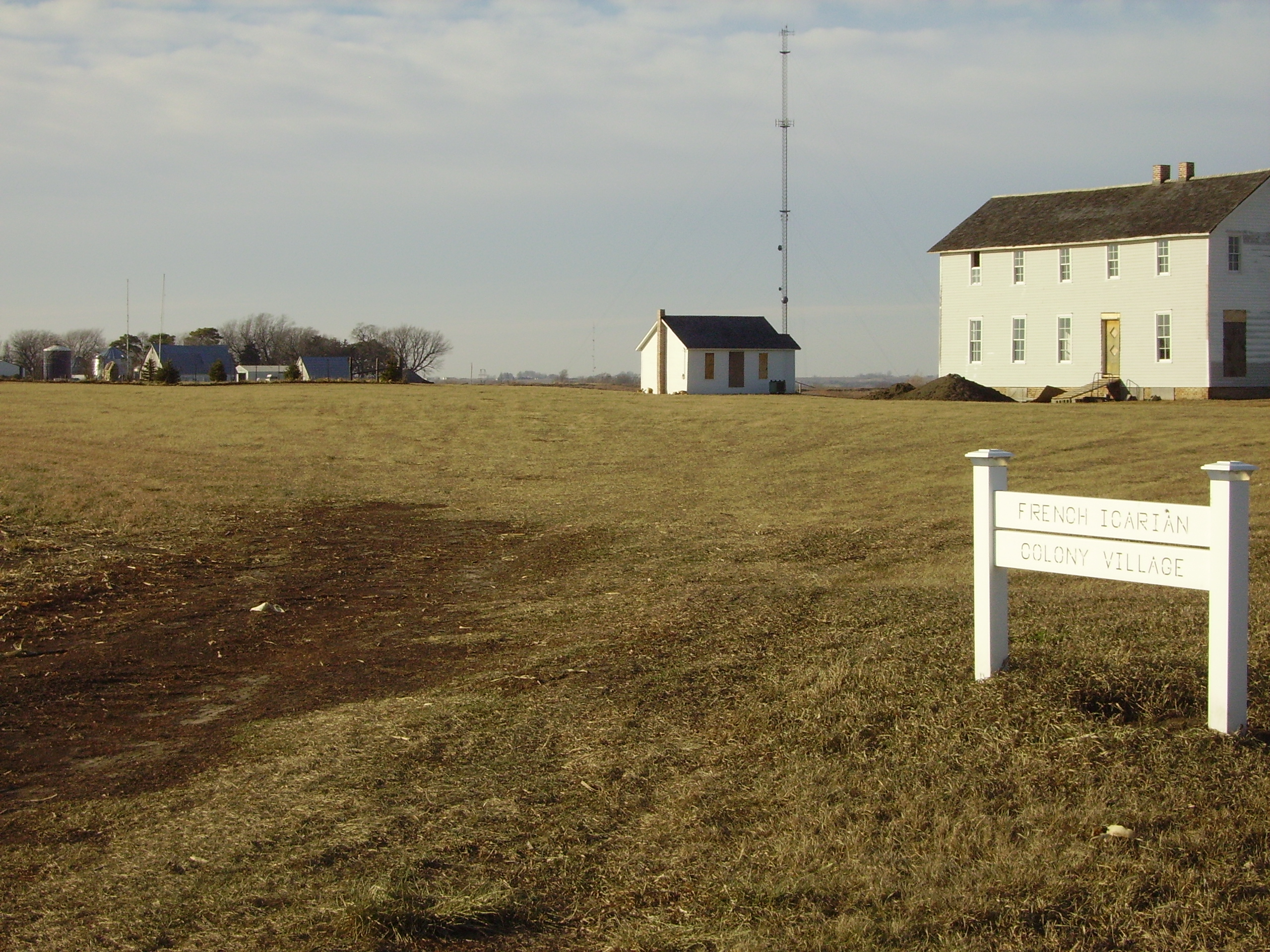
Repliky budov ikarské komuny Corning v Iowě tak, jak vypadaly po roce 1860.

Roku 1852 koupili Ikařané pozemky v Adams County, Iowa a od roku 1853 začali osídlovat jih osady Queen City. V roce 1860, kdy zkrachovala komuna v Nauvoo se část tamních zadlužených osadníků přesunula právě do Iowy. Jejich kolonie o velikosti čtyř tisíc akrů získala název Corning. Během Občanské války osada prodávala potraviny armádě a slušně prosperovala, čímž osadníci mohli zaplatit své dluhy.
Na jaře 1874 osadu navštívil anglický spisovatel Charles Nordhoff, který o ní podal zprávu. Nordhoff popsal víceméně fungující společenství založené na rovnosti, společném vlastnictví, ústavě psané Cabetem, myšlenkách komunitarismu, a financované z prodeje potravin a vlny.
V 70. letech se dočkala osada nového rozdělení. Tzv. vieux icariens byli proti udělení volebního práva ženám, zatímco tzv. jeunes icariens byli pro. V poměru 31:17 byl návrh zamítnut. To vedlo k odchodu jeunes icariens, kteří si nedaleko založili vlastní osadu. Rozkol znamenal konec pro původní osadu, jelikož vieux icariens nezvládli financování a komuna zbankrotovala. Jeunes icariens svou komunu dobrovolně rozpustili v roce 1898 a integrovali se do okolních obcí. Corning tím byl nejdéle trvající nenáboženskou komunou v USA.